# العلاقات السيشلية الليختنشتانية
العلاقات السيشلية الليختنشتانية هي العلاقات الثنائية التي تجمع بين سيشل وليختنشتاين.

## مقارنة بين البلدين
هذه مقارنة عامة ومرجعية للدولتين:
| وجه المقارنة                                              | سيشل                                                | ليختنشتاين                                 |
| --------------------------------------------------------- | --------------------------------------------------- | ------------------------------------------ |
| المساحة (كم2)                                             | 459                                                 | 16                                         |
| عدد السكان (نسمة)                                         | 95.84 ألف                                           | 37.47 ألف                                  |
| الكثافة السكانية (ن./كم²)                                 | 20.88 ألف                                           | 234.19 ألف                                 |
| العاصمة                                                   | فيكتوريا                                            | فادوتس                                     |
| اللغة الرسمية                                             | لغة فرنسية، لغة إنجليزية، اللغة الكريولية السيشيلية | اللغة الألمانية                            |
| العملة                                                    | روبية سيشلية                                        | فرنك سويسري                                |
| الناتج المحلي الإجمالي (بليون دولار)                      | 1.49 مليار                                          | 6.29 مليار                                 |
| الناتج المحلي الإجمالي (تعادل القوة الشرائية) بليون دولار | 2.54 مليار                                          |                                            |
| الناتج المحلي الإجمالي الاسمي للفرد دولار أمريكي          | 15.48 ألف                                           |                                            |
| الناتج المحلي الإجمالي للفرد دولار أمريكي                 | 26.42 ألف                                           |                                            |
| مؤشر التنمية البشرية                                      | 0.772                                               | 0.908                                      |
| رمز المكالمات الدولي                                      | +248                                                | +423                                       |
| رمز الإنترنت                                              | .sc                                                 | .li                                        |
| المنطقة الزمنية                                           | ت ع م+04:00                                         | توقيت وسط أوروبا، ت ع م+01:00، ت ع م+02:00 |

## منظمات دولية مشتركة
يشترك البلدان في عضوية مجموعة من المنظمات الدولية، منها:
| علم المنظمة | اسم المنظمة                   | تاريخ انضمام سيشل | تاريخ انضمام ليختنشتاين |
| ----------- | ----------------------------- | ----------------- | ----------------------- |
|             | الاتحاد البريدي العالمي       | ?                 | ?                       |
|             | الاتحاد الدولي للاتصالات      | 17 سبتمبر 1999    | 25 يوليو 1963           |
|             | منظمة حظر الأسلحة الكيميائية  | 29 أبريل 1997     | ?                       |
|             | الأمم المتحدة                 | 21 سبتمبر 1976    | 18 سبتمبر 1990          |
|             | منظمة الشرطة الجنائية الدولية | 1 سبتمبر 1977     | ?                       |